# Peter Madsen (football)
Pour les articles homonymes, voir Peter Madsen.
Peter Planch Madsen, né le 26 avril 1978 à Roskilde au Danemark, est un footballeur international danois évoluant au poste d'attaquant.

## Biographie

### En sélection
Peter Madsen fait ses débuts en sélection le 6 octobre 2001 lors d'un match de qualification pour la Coupe du monde 2002 gagné (6-0) face à l'Islande.
Madsen fait ensuite partie des 23 joueurs sélectionnés pour la phase finale de la Coupe du monde 2002, toutefois il n'y joue aucun match.
Il est encore sélectionné pour l'Euro 2004 et participera d'ailleurs au 1/4 de finale perdu (0-3) face à la Tchéquie.
Il inscrit ses trois buts internationaux lors d'un seul et même match, le 18 août 2004 lors d'une large victoire (5-1) en match amical à Poznań contre la Pologne.
Il compte au total 13 sélections entre 2001 et 2005 dont trois comme titulaire, titularisations obtenues lors de l'année 2004.

## Palmarès

### En club
Brøndby IF
- Champion du Danemark (3) : 1997, 1998, 2002
- Vainqueur de la Coupe du Danemark (3) : 1998, 2003, 2008
- Vainqueur de la Supercoupe du Danemark (1) : 2002

### Individuel
- Meilleur buteur du Championnat du Danemark en 2002.